# Friedrich Zarncke
Friedrich Karl Theodor Zarncke (Zahrenstorf (Mecklenburg-Schwerin), 1825. július 7. – Lipcse, 1891. október 15.) német germanista.

## Élete
1852-ben magántanár, 1858-ban pedig rendes tanár lett a lipcsei egyetemen. 1850-ben alapította a Litterarisches Zentralblatt für Deutschland című kritikai lapot, melyet halála után fia, Eduard folytatott, aki a klasszika-filológia rendkivüli tanára volt a lipcsei egyetemen. Zarncke mint tudós a tudományos munkálatok mestere, mélyen gondolkozó fő, aki mint tanár hallgatóira lelkesítő hatást gyakorolt.

## Munkái
- Beiträge zur mittelalterlichen Spruchpoesie (1863)
- Über den Heliand (Lipcse1865)
- Zur Nibelungenfrage (uo. 1854)
- Über den fünffussigen Jambus (uo. 1865)
- Der Graltempel (1876)
- Brant Sebestyén Narrenschiffjének kiadása (1854)
- Zur Vorgeschichte des Narrenschiffs (1868-71)
- Christian Reuter, der Verfasser des Schelmuffsky; Verzeichniss der Originalaufnahmen von Goethes Bildniss (1888)
- Die deutschen Universitäten im Mittelalter (1857)
- Die urkundlichen Quellen zur Geschichte der Universität Leipzig (1857)

### Hagyatékából megjelentek
- Goetheschriften (1897)
- Aufsätze und Reden (1897)